# Peso da Régua
Peso da Régua is een gemeente in het Portugese district Vila Real.
De gemeente heeft een totale oppervlakte van 96 km² en telde 18.832 inwoners in 2001.

## Plaatsen in de gemeente

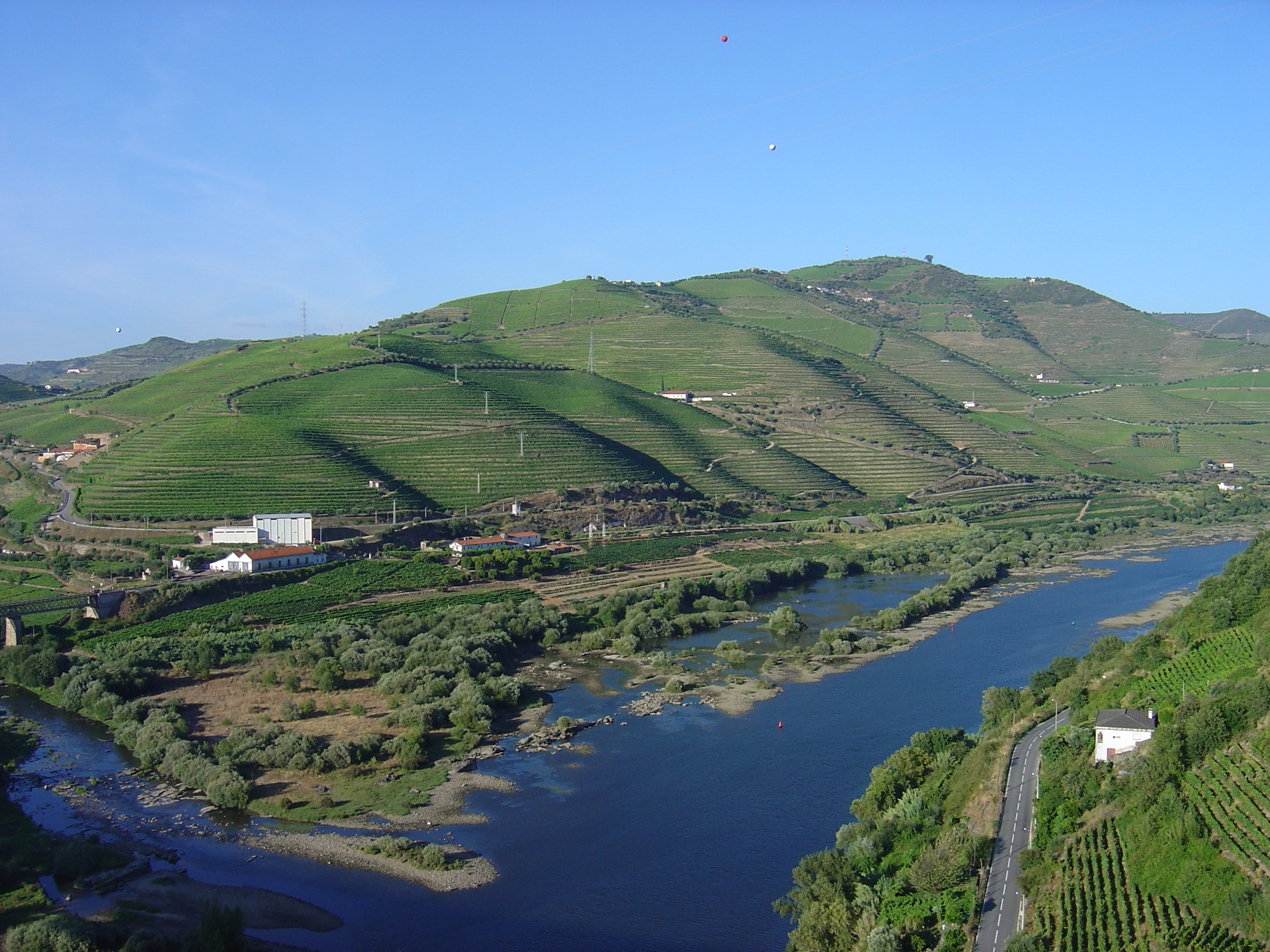
Peso da Régua

- Canelas
- Covelinhas
- Fontelas
- Galafura
- Godim
- Loureiro
- Moura Morta
- Peso da Régua
- Poiares
- Sedielos
- Vilarinho dos Freires
- Vinhós